# San Martín de los Andes
San Martín de los Andes è una cittadina della provincia di Neuquén, in Argentina. È situata nel dipartimento di Lácar, nella parte sud-occidentale della provincia, ai piedi della Ande, sulle sponde del Lago Lácar. Dista 45 km dal confine con il Cile e circa 1,545 km da Buenos Aires. Ha una popolazione di circa 24 000 abitanti.
La città fu fondata il 4 febbraio 1898. Attualmente è una località turistica molto frequentata, ed è la sede del consorzio del Parco Nazionale Lanín. La suggestiva Strada dei Sette Laghi (110 km) unisce San Martín de los Andes con Villa La Angostura, costeggiando alcuni fra i numerosi laghi presenti nel comprensorio noto come "Regione dei Laghi", di cui San Martín de los Andes costituisce l'accesso settentrionale, e che si estende a sud fino a Bariloche. San Martín de los Andes si trova circa 35 km a sud di Junín de los Andes.
La cittadina è servita dell'aeroporto Chapelco (codice CPC), che dista 22 km dal centro.